# Zizicazapa
Zizicazapa es una localidad del estado mexicano de Guerrero. Es parte del municipio de Chilapa de Álvarez.

## Toponimia
El nombre «Zizicazapa» proviene de los términos en náhuatl: tzitzicaztli, ortiga; apan, río. Su significado es «río de las ortigas».

## Demografía
| Gráfica de evolución demográfica |
|                                  |

| Censo | Población |
| ----- | --------- |
| 1900  | 83        |
| 1910  | 248       |
| 1921  | 207       |
| 1930  | 98        |
| 1940  | 87        |
| 1950  | 225       |
| 1960  | 387       |
| 1970  | 398       |
| 1980  | 804       |
| 1990  | 980       |
| 2000  | 1 174     |
| 2010  | 1 239     |
| 2020  | 1 139     |